# Вознесенский собор (Липецк)
Вознесе́нский собо́р — утраченный православный храм в городе Липецке. Находился на Вознесенской площади (ныне Театральной). Разрушен коммунистами в 1960-х годах.
Собор — первый каменный храм Липецка. Был построен в 1751 году при Липских заводах. Возведение велось в несколько этапов, так, колокольня сооружена после 1812 года. В 1850 году собор расширили и он приобрёл окончательный вид.
Храм представлял форму двусветного четверика с приделами и низким куполом. Фасад был декорирован барочными наличниками и спаренными пилястрами. В Вознесенском соборе было три предела: во имя Вознесения Господня (главный), Архангела Михаила и святого Георгия Победоносца (придельные).
Храм был центральным в городе до 1805 года, когда открылся Христорождественский собор на Соборной площади.
Вознесенский собор действовал до 1930 года. Потом здесь были тир, мастерская, склад. В середине 1960-х годов здание уничтожили.